# سیارک ۲۶۲۷۷
سیارک ۲۶۲۷۷ (به انگلیسی: 26277 Ianrees، نامگذاری:1998SM4) بیست و شش هزار و دویست و هفتاد و هفتمین سیارک کشف شده‌است که در کمربند سیارک‌ها در سامانهٔ خورشیدی که در ۲۰ سپتامبر ۱۹۹۸ کشف شد.
قدر مطلق این سیارک برابر ۱۴٫۸ است.